# سفارة ألمانيا في إيران
سفارة ألمانيا في إيران هي أرفع تمثيل دبلوماسي لدولة ألمانيا لدى إيران. تقع السفارة في طهران وهي تهدف لتعزيز المصالح الألمانية في إيران.

## وصلات خارجية
- الموقع الرسمي
- قائمة سفارات ألمانيا
- قائمة السفارات في إيران